# Hans-Joachim Bremermann
Hans-Joachim Bremermann (Bremen, 14 de septiembre de 1926-Berkeley, 21 de febrero de 1996) fue un matemático y biofísico germano-estadounidense. Trabajó en los campos de la informática y teoría de la evolución, introduciendo nuevas ideas sobre la relación entre apareamiento y generación de nuevas combinaciones de genes. Entre sus contribuciones más importantes a la computación se encuentra la definición del límite de Bremermann. Este límite, calculado a partir de consideraciones cuánticas y relativistas, establece una cota superior a la velocidad computacional que se puede obtener en un sistema autocontenido en el universo material.
Bremermann nació en Bremen, Alemania hijo de Bernard Bremermann y Berta Wicke. Mantuvo diversas posiciones como profesor e investigador en la Universidad de California, Berkeley en matemáticas y biofísica, siendo ascendido a Catedrático de Universidad en 1966.
Bremermann inicio sus estudios doctorales en matemáticas y física en la Universidad de Münster, completándolos en 1951 con la tesis titulada Charakterisierung von Regularitätsgebieten durch pseudokonvexe Funktionen en el campo del análisis complejo. En 1952 se trasladó a Estados Unidos para colaborar como investigador asociado en la Universidad Standford. En 1953 fue nombrado research fellow de la Universidad de Harvard.
El 16 de mayo de 1954 Bremermann se casó con María Isabel López Pérez-Ojeda, investigadora de literatura y lengua románicas. Durante el período comprendido entre 1954–55 regresó a Münster para posteriormente regresar a los Estados Unidos. Entre 1955–57 investigó en el Institute for Advanced Study en Princeton. Fue nombrado profesor ayudante en la Universidad de Washington, Seattle, en el período 1957–58.
R.W. Anderson escribe:
"[Bremermann] Continuó desarrollando la modelización matemática como una herramienta para comprender los sistemas complejo (especialmente los biológico) para el resto de su vida. Su viaje intelectual estuvo marcado por una perspicacia brillante y visión del futuro ."
En 1978 dio la serie de conferencias "Lo que hacen los físicos" en Universidad Estatal de Sonoma, en las que se discutió las limitaciones del conocimiento matemático de los sistemas físicos y biológicos.
Continuó trabajando en biología matemática a lo largo de la década de los 80 en modelos de parásitos y enfermedades. Se jubiló de su puesto en la Universidad de California en 1991.